# 芽ばえ (映画)
『芽ばえ』（めばえ、イタリア語: Guendalina, 「グェンダリーナ」主人公の名）は、1957年に製作・公開されたアルベルト・ラットゥアーダ監督によるイタリア・フランス合作映画である。

## 略歴・概要
本作は、1957年にイタリアのカルロ・ポンティの会社カルロ・ポンティ・チネマトグラフィカとディノ・デ・ラウレンティスが製作、同年2月20日にイタリア国内で、同年10月4日にはフランス国内で公開された。同年、フランスのカンヌで開かれた第10回カンヌ国際映画祭コンペティションに出品された。同年度のナストロ・ダルジェント脚本賞をヴァレリオ・ズルリーニ、レオナルド・ベンヴェヌーティ、ピエロ・デ・ベルナルディ、アルベルト・ラットゥアーダの4人が受賞した。
日本では、イタリア・フランス公開の翌年の1958年にイタリフィルムが輸入し、同年11月25日に同社がニッポンシネマコーポレーション（NCC）と共同で配給して、公開された。2018年にアネックより、DVDが発売された。

## スタッフ
- プロデューサー : ディノ・デ・ラウレンティス、カルロ・ポンティ
- 監督 : アルベルト・ラットゥアーダ
- 原作 : ヴァレリオ・ズルリーニ
- 脚本 : レオナルド・ベンヴェヌーティ （Leonardo Benvenuti）、ピエロ・デ・ベルナルディ、ジャン・ブロンデル （Jean Blondel）、アルベルト・ラトゥアーダ
- 撮影 : オテッロ・マルテッリ （Otello Martelli）
- 美術 : マウリッツィオ・セッラ （Maurizio Serra [4]）
- 編集 : レオ・カットッツォ （Leo Catozzo [5]）、エラルド・ダ・ローマ （Eraldo Da Roma [6]）
- 音楽 : ピエロ・ピッチオーニ （Piero Piccioni）

## キャスト
- ジャクリーヌ・ササール - Guendalina（吹替：影万里江）
- ラファエーレ・マッティオーリ （ラフ・マッティオーリ、Raf Mattioli [7]） - Oberdan
- シルヴァ・コシナ - Francesca, Guendalina's mother
- ラフ・ヴァローネ - Guido, Guendalina's father
- レダ・グローリア （Leda Gloria） - Oberdan's mother
- リリ・チェラゾーリ （Lili Cerasoli） - Bianchina
- ファニー・ランディーニ （Fanny Landini [8]）
- ロレッタ・カピトーリ （Loretta Capitoli [9]）
- レオナルド・ボッタ （Leonardo Botta [10]）
- アントニオ・マンブレッティ （Antonio Mambretti [11]） - Businessman

※日本語吹替 - テレビ版・初放映1966年7月6日『テレビ名画座』15:15-17:00

## 関連事項
- 1958年の日本公開映画
- イタリア式コメディ
- ナストロ・ダルジェント脚本賞 （Nastro d'argento alla migliore sceneggiatura）

## 註
1. 1 2 3 4  Guendalina, Internet Movie Database （英語）, 2010年8月27日閲覧。
2. 1 2  芽ばえ、キネマ旬報映画データベース、2010年8月27日閲覧。
3. 1 2  芽ばえ、allcinema ONLINE, 2010年8月27日閲覧。
4. ↑  Maurizio Serra - IMDb（英語）, 2010年8月27日閲覧。
5. ↑  Leo Catozzo - IMDb（英語）, 2010年8月27日閲覧。
6. ↑  Eraldo Da Roma - IMDb（英語）, 2010年8月27日閲覧。
7. ↑  Raf Mattioli - IMDb（英語）, 2010年8月27日閲覧。
8. ↑  Fanny Landini - IMDb（英語）, 2010年8月27日閲覧。
9. ↑  Loretta Capitoli - IMDb（英語）, 2010年8月27日閲覧。
10. ↑  Leonardo Botta - IMDb（英語）, 2010年8月27日閲覧。
11. ↑  Antonio Mambretti - IMDb（英語）, 2010年8月27日閲覧。